# أرت سميث (طاهي)
أرت سميث (بالإنجليزية: Art Smith)‏ هو طاهي أمريكي، ولد في 1 مارس 1960 في جاسبر في الولايات المتحدة.